# Smolîhiv, Luțk
Smolîhiv (în ucraineană Смолигів) este localitatea de reședință a comunei Smolîhiv din raionul Luțk, regiunea Volînia, Ucraina.

## Demografie
Componența lingvistică a localității Smolîhiv
     Ucraineană (99,6%)
     Alte limbi (0,4%)
Conform recensământului din 2001, majoritatea populației localității Smolîhiv era vorbitoare de ucraineană (99,6%), existând în minoritate și vorbitori de alte limbi.